# Клюев, Евгений Васильевич
Евге́ний Васи́льевич Клю́ев (3 января 1954, Калинин — 9 мая 2025, Херлев/Копенгаген) — русский поэт, прозаик, драматург, переводчик, журналист, педагог.

## Биография
Окончил Калининский государственный университет по специальности «Русский язык и литература», впоследствии — аспирантуру при факультете журналистики МГУ. Ph.D. Специальность — лингвистическая прагматика.
В 1990—1991 гг. — главный редактор приложения «Литература» к газете «1 сентября», в 1992—1993 гг. — главный редактор газеты «Миссия», в 1993—1996 гг. — декан факультета журналистики Университета Российской академии образования (УРАО).
С 1996 года жил в Копенгагене (Дания), где преподавал датский язык в Лингвистическом центре, сохраняя связи с Россией и продолжая публиковать художественные, научные и публицистические тексты преимущественно в столичных издательствах. Лауреат Русской премии (2012).
Умер 9 мая 2025 года в возрасте 71 год.

## Премии
- 1997 — номинирован на премию «Букер» за роман «Книга теней»
- 2004 — получил премию «Серебряная Литера» в номинации «Художественная литература» (Художественная литература для детей) за книгу «Сказки на всякий случай»
- 2010 — финалист премии «Большая книга» с романом «Андерманир штук», 2-е место в читательском голосовании.
- 2010 — роман «Андерманир штук» в длинном списке премии «Русский Букер» и в коротком «Студенческого Букера».
- 2013 — лауреат «Русской премии» за роман «Translit»
- 2013 — роман «Translit» в лонг-листе премии «Ясная поляна»
- 2015 — лауреат «Русской премии» за поэтическую книгу «Музыка на Титанике»

## Экранизации
- «Буквальные истории» (мультсериал-азбука) — по книге «Когда А была Арбалетом».